# Synopeas xanthopus
Synopeas xanthopus är en stekelart som beskrevs av Jean-Jacques Kieffer 1913. Synopeas xanthopus ingår i släktet Synopeas och familjen gallmyggesteklar. Inga underarter finns listade i Catalogue of Life.